# Julius Tielbürger

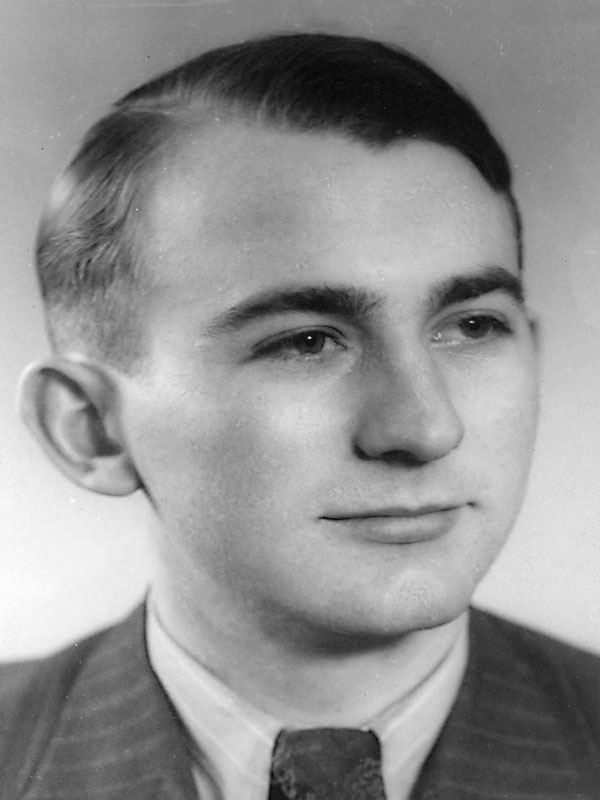
Julius Tielbürger 1945

Julius Tielbürger (* 1. Oktober 1919 in Stemwede-Oppenwehe  bei Lübbecke (Ostwestfalen); † 3. September 1995 ebenda) war ein deutscher Unternehmer und Erfinder.

## Jugend und Berufseinstieg
Die Eltern von Julius Tielbürger hatten einen landwirtschaftlichen Betrieb in Oppenwehe. Nach dem Besuch der Volksschule begann er eine Lehre zum Elektriker, die er 1935 abschloss.
Als Tielbürger 1938 zum Wehrdienst eingezogen wurde, meldete er sich bei den Junkers Flugzeugwerken. Während der Kriegsjahre (1939–1945) war er zunächst in der Arbeitsvorbereitung im Junkers-Werk in Aschersleben tätig und später für den Bereich Qualitätssicherung im Zweigwerk Bad Langensalza zuständig.
Von 1946 bis 1951 folgte dann ein Maschinenbau-Studium an der Staatlichen Ingenieurschule für Maschinenwesen in Lemgo.

## Leben und Wirken

Funktionszeichnung des Kartoffelsammelroders von Julius Tielbürger

Zu Beginn der Technisierung der Landwirtschaft wurden die Kartoffeln von den ersten mechanischen Erntemaschinen zwar aufgepflügt, die an der Oberfläche liegenden Knollen mussten jedoch in mühseliger Arbeit von Hand aufgesammelt und in Körbe gefüllt werden. Die Maschinen wurden damals von Pferden gezogen.
Als Julius Tielbürger 1945 nach dem Ende des Zweiten Weltkrieges in seinen Heimatort Oppenwehe zurückkehrte, konstruierte er während seines Ingenieur-Studiums einen Kartoffelroder, der die früher überwiegend von Frauen (in den Kartoffelferien sogar von Schulkindern) geleistete schwere Feldarbeit erheblich erleichterte. Mit seinem Kartoffelvollernter, der von einem Schlepper gezogen wurde, konnten die Kartoffeln nun mit nur zwei Mann Bedienung aufpflügt, gereinigt und erstmals auch in Körbe gefüllt werden.

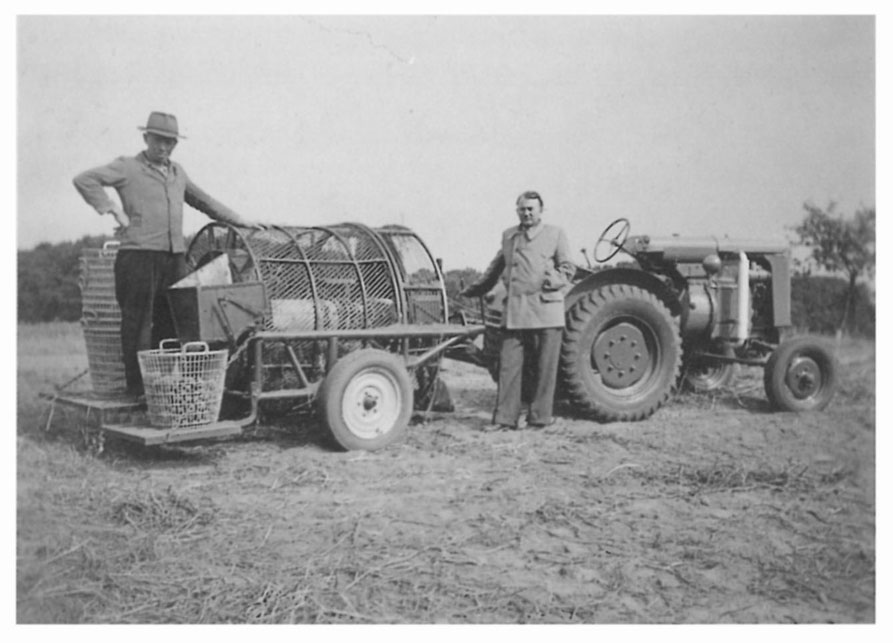
Einer der ersten Kartoffelroder

1950 baute Julius Tielbürger mit Hilfe des ortsansässigen Schmiedemeisters Christian Biljes die erste Versuchsmaschine. Auf öffentlichen Vorführungen kamen Interessenten von weit her. Man setzte große Erwartungen in diese Maschine und erhoffte sich erhebliche Erleichterungen für die landwirtschaftlichen Betriebe.
Auf den Veranstaltungen konnten nach und nach neue Erkenntnisse gesammelt werden, die anschließend als Verbesserungen in den Kartoffelsammelroder einflossen. Als einer der ersten Kartoffelroder konnte Tielbürgers Sammelroder jetzt außer zur Kartoffelernte auch für andere Hackfrüchte (Rüben, Feldgemüse) verwendet werden.
Am 25. November 1951 wurde die Erfindung zum Patent angemeldet und dann unter dem Markennamen Heinzelmann Kartoffel- und Rübenvollernter vertrieben. Mit dem Sohn Wilhelm Biljes gründete Julius Tielbürger am 1. April 1953 die Firma BILJES & TIELBÜRGER.

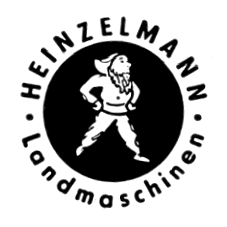
Historisches Logo HEINZELMANN

Die Nachfrage nach dem Sammelroder wuchs stetig, was die Firmengründer veranlasste, die bisherige Produktionsstätte im Betrieb Biljes zu verlassen, ein Grundstück in Oppenwehe zu mieten und somit die Fertigung in eine Holzbaracke, dem ersten offiziellen Firmensitz der Firma BILJES & TIELBÜRGER zu verlegen.
1956 verließ Wilhelm Biljes die gemeinsame Firma, um sich wieder seinem eigenen, schon lange im Familienbesitz befindlichen Betrieb widmen zu können. Daraufhin wurde der Handelsregistereintrag geändert in Heinzelmann Landmaschinen.
Weil der Verkauf von Kartoffelrodern aber natürlich ein Saisongeschäft war, weitete Tielbürger seine Fertigungspalette auf zusätzliche Produkte wie z. B. Hubwagen, Hubtische und Fernsehregale aus.
Als die Nachfrage nach dem ständig verbesserten Heinzelmann Sammelroder in den folgenden Jahren noch weiter anstieg, ließ Julius Tielbürger den Kartoffel- und Rübenvollernter zusätzlich in Lizenz von der Maschinenfabrik Piper in Wehdem bauen.
1967 wurde die Produktion des Kartoffel- und Rübenvollernters 'Heinzelmann' eingestellt.
Julius Tielbürger war inzwischen mit weiteren Neuentwicklungen für sein Unternehmen beschäftigt und konstruierte für die damals weit verbreiteten Einachsschlepper spezielles Zubehör wie Mähwerke, Bodenfräsen, Kehrmaschinen, Häcksler und Schneeräumschilder.

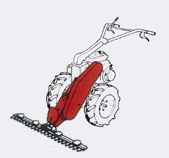
Anbau-Mähwerk für Einachsschlepper
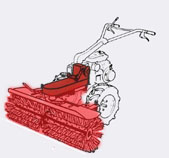
Anbau-Kehrmaschine für Einachsschlepper
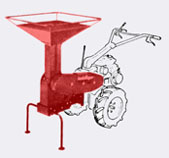
Anbau-Häcksler für Einachsschlepper
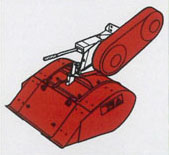
Anbau-Bodenfräse für Einachsschlepper
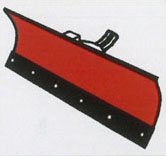
Schneeräumschild

1969 begann man mit der Serienfertigung der Einachsschlepper-Anbaugeräte und die Produktionsstätten mussten laufend vergrößert werden. Der Handelsregistereintrag wurde nun in Julius Tielbürger geändert.

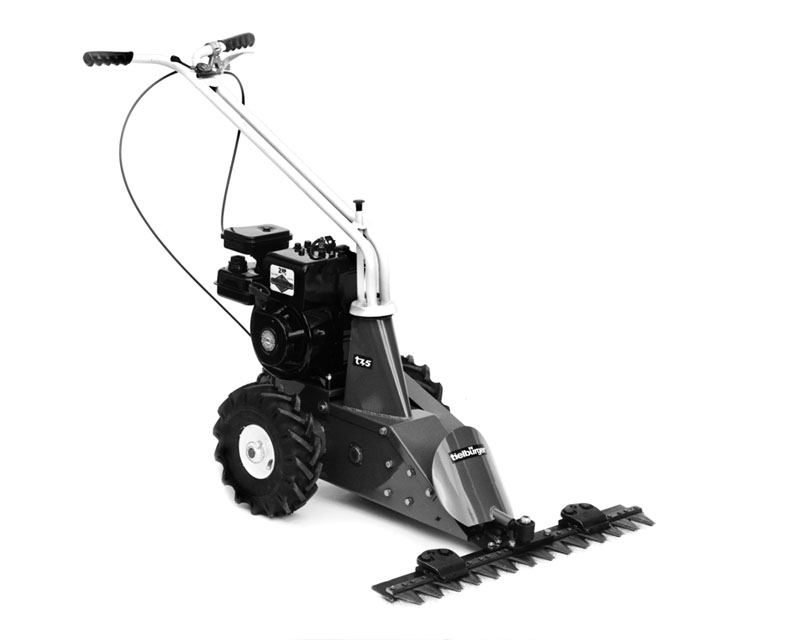
Tielbürger Motormnäher t45

Gleichzeitig wuchs bei den Anwendern der Wunsch nach einem kompletten Mähgerät und so entschloss sich Julius Tielbürger zur Produktion eines eigenen Balkenmähers. 1974 brachte er einen handgeführten Wiesenmäher als eigenständige Maschine auf den Markt. Nach nur drei Versuchsmodellen entstand der Motormäher t75, der in der Fachwelt aufgrund des Riemenantriebes und der Taumelwelle für großes Aufsehen sorgte. Die Taumelwelle, die eine Rotation in eine horizontale Hin- und Herbewegung umsetzt, wurde zum Markenzeichen der Motormäher von Tielbürger. Als preiswertes Pendant konstruierte er den Kleinmäher t45 und hatte damit große wirtschaftliche Erfolge. Diese beiden Motormäher schufen die Basis für die heutige Produktpalette seiner Firma.

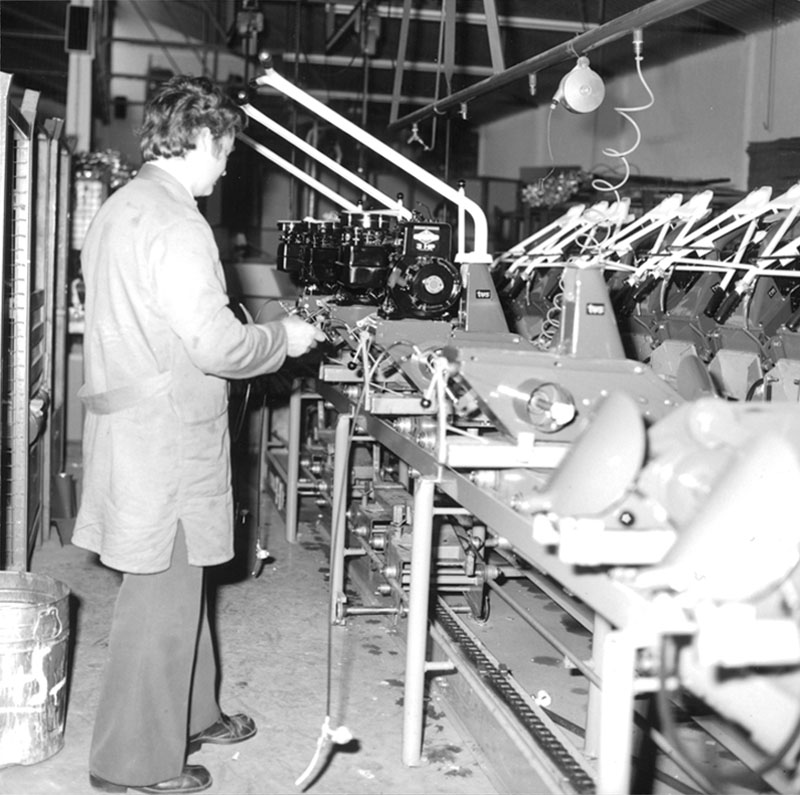
Serienfertigung Motormäher

Als sich in den 1970er Jahren Aufsitzrasenmäher auf dem Markt durchsetzten, begann Julius Tielbürger damit auch für diese selbstfahrenden Mäher mit Sitzgelegenheit spezielles Zubehör zu entwickeln. Im Jahr 1979 gelang es Julius Tielbürger dann als einer der Ersten auch Anbaugeräte für Rasentraktoren anzubieten, wie z. B. Anbau-Kehrmaschinen, Schneeräumschilder und Schnittgut-Häcksler. Der zusätzliche Nutzen überzeugte immer mehr Anwender, so dass der Absatz an Anbaugeräten beträchtlich anstieg.

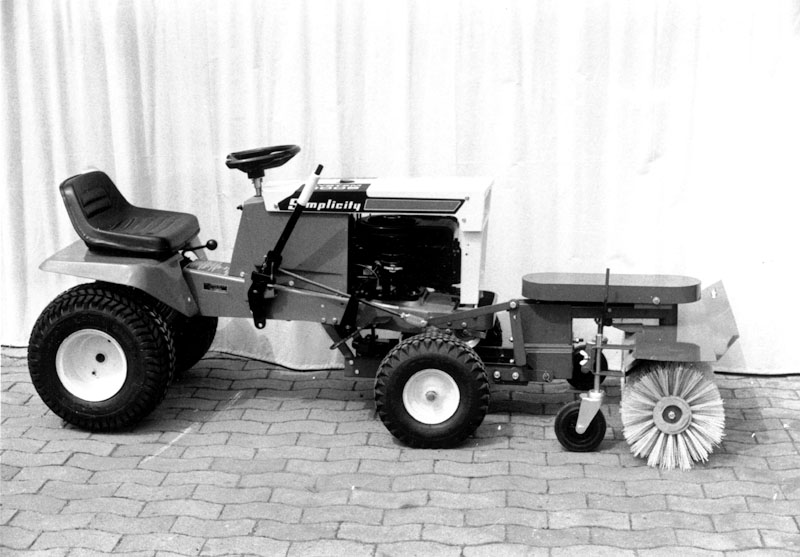
Aufsitzrasenmäher mit Anbaukehrmaschine

1985 stellte Julius Tielbürger dann den neu entwickelten Vertikutierer tv380 als handgeführtes Gerät sowie einen Großflächen-Vertikutierer als Anbaugerät für Aufsitzrasenmäher vor.
Trotz der Erfolge mit Anbaukehrmaschinen für Einachser und Rasentraktoren verlangte der Markt nach einer eigenständigen Lösung. Daher wurde 1989 die erste eigenständige Kehrmaschine tk30 entwickelt, die ein anderes Marktsegment abdeckte.
In rascher Folge brachte Tielbürger Innovationen auf den Markt, unter anderem die Modelle tk31 tk32 und tk42 mit höheren Anforderungen an die Maschinensicherheit, einer einfacheren Bedienung für den Benutzer und höheren Flächenleistungen.
Im September 1995 verstarb der Firmengründer Julius Tielbürger. Seine Frau Lydia übernahm die Geschäftsleitung des Unternehmens. Der Handelsregistereintrag lautet jetzt Julius Tielbürger GmbH & Co. KG. Zum Zwecke der Brauchtumspflege werden Altmaschinenfreunde heute noch vielfach bei der Restauration historischer Geräte mit Dokumenten aus dem Firmenarchiv unterstützt.
Heute beschäftigt Tielbürger ca. 150 Mitarbeiter, davon acht Auszubildende.
Das aktuelle Sortiment besteht aus einer breiten Produktpalette von Motorgeräten für die Grundstückspflege und Gartenbauarbeiten. Das sind handgeführte Motormäher, Kehrmaschinen, Vertikutierer, Häcksler und Schneefräsen, sowie Anbaugeräte und Zubehör für Aufsitzmäher und Rasentraktoren, ATVs (Quads) und Einachsschlepper.

## Patente und Gebrauchsmuster
- 1951 Kartoffelroder[3]
- 1955 Hackfrucht-Erntemaschine[4]
- 1957 Krautförderer[5]
- 1987 Einachsmotormäher[6]
- 1993 Einachsige Kehrmaschine[7]
- 1993 Vertikutierer[8]
- 1995 Schnellkupplung für Anbaugeräte bei Landschaftspflegegeräten[9]